# Tři legendy o krucifixu
Tři legendy o krucifixu je povídkový triptych, který vydal Julius Zeyer poprvé časopisecky v Lumíru roku 1892, knižně pak poprvé vyšel roku 1895. Jak z názvu vyplývá, je společným prvkem spojujícím všechny tři samostatné legendy krucifix – kříž s ukřižovaným Ježíšem Kristem. Společným znakem je též osud hlavní postavy, která se nachází v nějaké mezní osobní situaci a snaží se jí v souladu se svým svědomím a vírou řešit. Čím se pak legendy liší je zásadní téma, kterým se ta která zabývá. Jednou to je téma národnostní, podruhé náboženské a potřetí sociální. Každá z legend ukazuje různé způsoby víry člověka v Boha.
Po jazykové stránce autor používá, jak je u něj zvykem, dlouhá souvětí se složitou větnou stavbou, ale jinak je jazyk blízký vyprávění legend nebo pověstí.

## Obsah

### Inultus
Děj nás zavádí do Prahy v době pobělohorské. Poražený český národ trpí pod vládou cizí šlechty. V bídě na ulici přežívá mnoho žebráků a pohybuje se mnoho chudých, mezi nimi také Inultus (latinsky: Nepomstěný). Jedné noci potká podivnou sochařku Flavii Santini, která právě hledá věrohodný model pro svoji sochu ukřižovaného Krista. Inultus splňuje její představu výrazem plným bolesti a utrpení, které provází jeho chudý život. Flavia má sochu vytvořit pro bohatého španělského šlechtice Baltazara a její dokonalostí chce předčit svou velkou konkurentku i vzor, sochařku Properzii de'Rossia. Inultus jako model dochází do ateliéru a nechává se na dlouhé hodiny pevně přivázat na kříž. Dlouhodobý pobyt v nepříjemné poloze mu přináší bolest a utrpení tak velké, že Flavia s uspokojením nachází ve výrazu jeho obličeje přesně to, co chce. Každodenní bolest na kříži však přivádí Inulta k přesvědčení, že stejně jako Kristus i on trpí a obětuje se, avšak za český národ, aby jej přivedl ke spasení. Tato myšlenka mu přináší uspokojení a útrpný výraz z jeho tváře mizí. To se Flavii nelíbí a v zuřivosti Inulta zabije. Podle mrtvého Inulta úspěšně dokončí svoji sochu a dostane se jí uznání nejen od španělského šlechtice, ale i ve společnosti. S pomocí svého služebnictva Inultovu mrtvolu vhodí do hlubokého sklepa. Sama však časem cítí výčitky svědomí, a tak se zabije. Téže noci zmizí ze sbírky španělského šlechtice i její socha Krista. Služebnictvo pak zveřejní Flaviin vražedný čin. Na pohřbu Inulta se sejde množství chudých lidí, kteří v něm ctí nadpřirozenou bytost. V čele pohřebního průvodu vidí kráčet Krista a biblického krále Davida.

### El Cristo de la Luz
Děj se odehrává v Toledu, kde vedle sebe žijí početné skupiny křesťanů a židů, které se navzájem nemají příliš v lásce. Povídka ukazuje příčiny náboženské nevraživosti mezi věřícími těchto dvou náboženství.
Mladý žid Abisaín věří v Boha, jak jej vykládá Starý zákon, ale nevěří v Ježíše Krista. To je důvodem k tomu, že nenávidí i všechny křesťany a přeje jim jen smrt. Miluje Rispu, dceru židovského přítele Meribála, a chce si ji vzít za ženu. Meribál chce svoji dceru provdat pouze za toho, kdo je ochotný proti křesťanům bojovat. Abisaín se tedy rozhodne jednat, aby se otci své milé zalíbil. Seznámí jej se svým plánem, jak křesťanům ublížit. Jejich rozhovor ale skrytě vyslechne i Rispa. Abisaín tedy jde do křesťanského kostela a namaže nohy sochy ukřižovaného Krista jedem, protože ví, že křesťané chodí po obřadu nohy této sochy líbat, a tím je chce otrávit. Ukryje se v přítmí kostela, aby vše dobře viděl. První ale přijde k soše Krista Rispa ukrytá v plášti. Když chce nohy políbit, stane se zázrak, z nohou vypadne hřeb a socha Krista vyzvedne nohy do takové výše, že je nemožné je políbit. Křesťané si toho všimnou a považují Rispu za nehodnou k líbání nohou, když navíc zjistí, že je židovka, chtějí ji za znesvěcení vlastního kostela kamenovat. Rispa však najde zastání u abatyše, která ji vezme pod svoji ochranu, když se dozví, jak chtěla zemřít, aby varovala před činem svého milého.
Abisaína to rozzlobí a ještě více pak sen, ve kterém se jej Kristus snaží převést na svoji stranu. V rozčilení jde v noci do kostela, probodne Kristovu sochu dýkou a shodí ji z kříže. Pak ji zabalí do pláště a odnese přes město do svého domu. Ráno je probuzen velkým hlukem a do jeho bytu se dere množství lidí – křesťanů – z ulice. Nechápe, proč. Lidé mu ukáží zakrvácenou sochu, která probodnuta značila celou cestu do jeho bytu krví. Rozzuřený dav jej ztrestá. Sápe na kusy jeho tělo a on, trpící, se znovu setkává s Kristem a uvěří v něj. Necítí pak žádnou bolest, ale jen nevýslovné blaho, které zachvátí jeho duši.

### Samko pták
Děj legendy je situován do vysokých slovenských hor. Samko se po letech vrací do svého rodného domu, který však již patří jiným lidem. Vzpomíná jak v domě uprostřed přírody strávil své dětství s rodiči, které mu zabili cizí vojáci, a roky svého jinošství s prabábou, o kterou přišel, když jej vojáci místního pána odvedli k němu na náročnou stavbu velkého hradu. Dlouhá léta tam ve skromnosti trpěl ponížení nejen od vojáků pána, ale i od spolupracujících dělníků. Jedinou útěchu našel u ptáků, mezi kterými v dětství vyrůstal a porozuměl jejich řeči. Tam dostal přezdívku Pták. Když byla stavba hradu dokončena, pán dělníky rozehnal, aby je nemusel živit. Samko zjistil, že se nemá kam vrátit, a tak se toulal po horách jako žebrák od stavení ke stavení.
Jednou se dostane do většího města, je raněn a probere se až na podlaze kostela mezi mrzáky a raněnými. Tam se při bohoslužbě zjeví Kristus a zbaví raněné jejich utrpení. Samkovi to pomůže nalézt svoji vnitřní sílu. Odchází těžkou cestou do hor, živí se jen lesními plody, až najde bohatý klášter. Mniši mu pomohou a přijmou ho mezi sebe. Samko má pocit, že se dostal do ráje. Ale i tito zbožní muži jej považují za blázna, když se seznámí s jeho životním příběhem. Po straně se mu stejně jako jiní lidé vysmívají.
Samko při pracích v klášteře objeví v jedné kobce pohozený a zašlý krucifix. Postará se o něj, vyčistí jej a oblíbí si jej. Chodí často za ním, povídá si s ním a nosí mu jídlo. Jednou mniši zaslechnou Samkovu rozmluvu a chtějí za ním vstoupit do kobky a smát se mu. Jenže po vstupu do kobky jsou velmi překvapeni, když Kristus s tímto skromným a prostým chlapcem sám rozmlouvá. Slíbí mu, že jej vezme k sobě do opravdového ráje. Mniši pochopí, že Samko je díky svému příkladnému skromnému životu podle víry lepší než oni sami a stojí u Boha výše než oni. Nakonec splní umírajícímu Samkovi aspoň poslední přání: pohřbí jej pod křižovatkou cest, aby mohli lidé šlapat i po smrti po jeho srdci, jako to dělali po celý jeho život.